# Марія Каллас
Марі́я Ка́ллас (грец. Μαρία Κάλλας; 2 грудня 1923, Нью-Йорк — 16 вересня 1977, Париж) — грецька оперна співачка (сопрано), одна з найвідоміших оперних співачок ХХ століття.

## Біографія
Марія Каллас народилася 2 грудня 1923 в Нью-Йорку в змішаній греко-американській сім'ї. Ще дитиною дуже розвинула музичний слух, слухаючи грамофонні записи й радіо; займалася фортепіано, потім брала уроки співу. Через бідність у 1936 році сім'я повернулася до Греції, де Каллас почала займатися співом в Афінській консерваторії у Ельвіри де Ідальго, яка дала їй основи бельканто. 3 ранньої юності потужне звучання голосу і трьохоктавний діапазон визначили основне амплуа співачки — найважчі партії італійського репертуару, а також опери Ріхарда Вагнера.

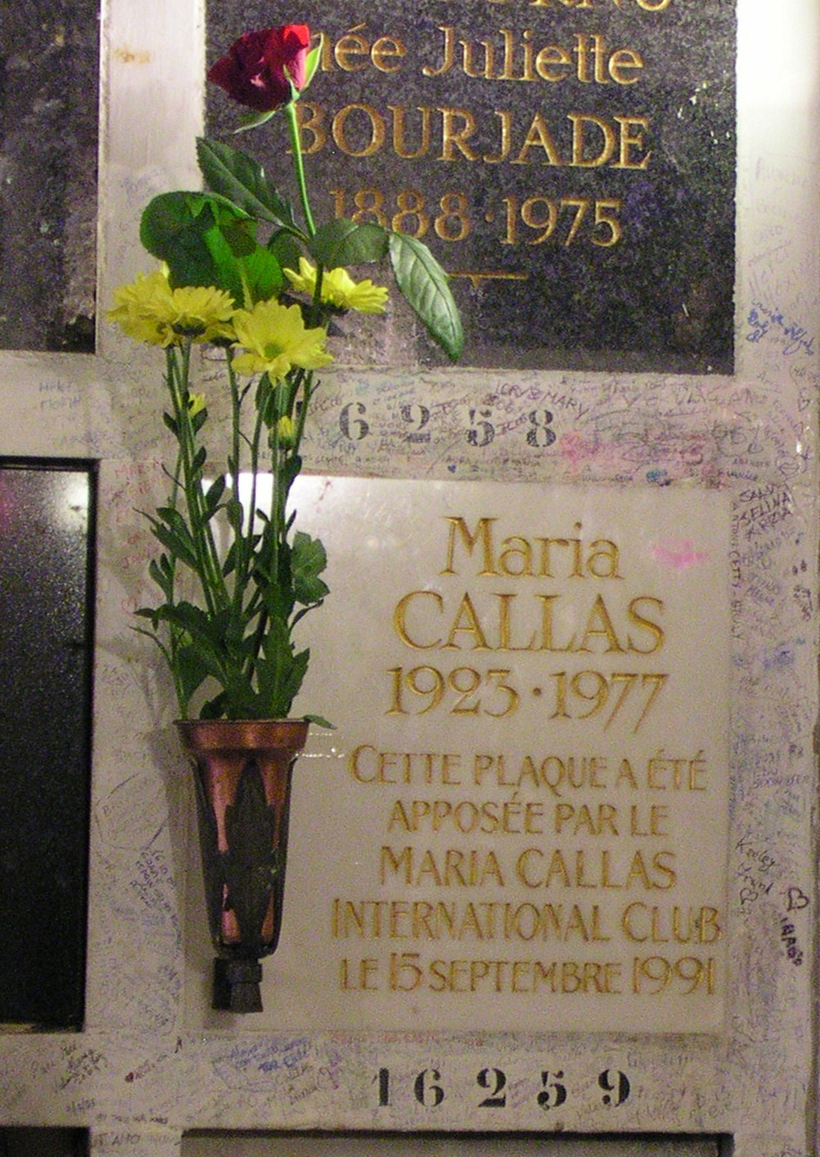

Студенткою дебютувала партією Сантуцци в «Сільській честі» П'єтро Масканьї (1938, Афіни). Під час Другої світової війни і окупації Греції італійськими військами виступала на різних сценах. Після війни звинувачена в тім, що «співала окупантам», у зв'язку з чим Каллас заборонили виступати. Співачка змушена була залишити батьківщину й емігрувати до Італії, де з успіхом виконала партію Джоконди в 1947 році на фестивалі «Арена ді Верона».
Визнання Каллас отримала в 1949 році, упродовж одного тижня втіливши Брунгільду в вагнерівській «Валькірії» і Ельвіру в «Пуританах» Вінченцо Белліні — рівного цьому не було в історії оперного мистецтва першої половини XX ст.: ці партії не тільки дуже важкі, а й діаметрально протилежні за музичним стилем і вокальним завданням. 1951 року Каллас увійшла до трупи міланського театру «Ла Скала», ставши його примадонною: тут вона виконала більшість із 37 партій репертуару. Голос Каллас чудово втілював трагічний пафос беллінієвої Норми, жвавість і дотепність россінієвої Розіни («Севільський цирульник»), скорботу і божевілля героїнь Доніцетті («Лючія ді Ламмермур») і Белліні («Сомнамбула»), гордість трагічних персонажок Верді.
У 1954 року Каллас пройшла курс лікування, щоб знизити вагу. У стилі довгий час наслідувала Одрі Гепберн. Новий образ дозволив втілювати на сцені оперні образи з приголомшливим реалізмом. Того ж року вона вперше з успіхом виступила у США (Чикаго), а за два роки відкрила сезон 1956—1957 в «Метрополітен-опера» виконанням головної партії в «Нормі» Белліні.
1959 року Каллас почала зустрічатись з Аристотелем Онассісом, покинувши чоловіка Баттісто Менегїні. Проте Онассіс ставився до Каллас зневажливо настільки, що цього соромились навіть його друзі. 1968 Каллас дізналась із газет, що Онассіс одружився із Жаклін Кеннеді. Однак і в шлюбі він регулярно бачився з Каллас.
Наприкінці 1950-х років у Каллас виникли серйозні проблеми з голосом, і в 1962 вона залишила сцену. Проте 1965 року вона двічі виступила в «Метрополітен-опера» в партії Тоски: її інтерпретації підтвердили думку про Каллас як про найбільш переконливу і приголомшливу виконавицю цієї ролі. З 1971 року Марія Каллас вела викладацьку роботу в Джульярдській музичній школі (Нью-Йорк). Серед величезної спадщини грамзаписів слід зазначити партії Норми (диригент Серафін, EMI), Анни Болени (диригент Гаваццені, EMI), Медеї (диригент Серафін, EMI), Тоски (диригент Де Сабата, EMI).
Померла Марія Каллас у Парижі 16 вересня 1977 року від інфаркту міокарда. Існує також версія, що інфаркт був тільки ускладненням дерматоміозиту, який теж міг бути основною причиною проблем із голосом.

## В культурі
Кінцю життя Марії Каллас присвячені п'єса Терренса Макнеллі «Майстер-клас» (1995), кінофільми Франко Дзеффіреллі «Каллас назавжди» (2002) і Пабло Ларраїна «Марія» (2024), в яких роль співачки зіграли Фанні Ардан і Анджеліна Джолі відповідно.